# 久保一秋
久保 一秋（くぼ かずあき、1949年1月9日 - ）は、宮崎県出身の元騎手。

## 経歴

### デビュー時
1970年3月に栗東・吉永猛厩舎からデビューし、押田年郎・吉永良人・田之上幸男・西橋豊治・湯窪幸雄と同期となる。
7人全員男兄弟の末弟として生まれ、デビュー当時は身長142cm、体重43kgという非常に小柄な体型であった。3番目の兄が二分久男厩舎の調教助手、5番目の兄も馬手ということもあり、デビュー前から他厩舎の追い切り騎乗の声がかかった。
同1日の京都第2競走4歳未勝利・ハイパール（10頭中7着）で初騎乗を果たし、5月2日の阪神第2競走4歳未勝利・アラーで初勝利を挙げる。

### 1970年代
1年目の1970年は障害でも唯一の勝ち星を挙げるなど18勝 をマークし、関西の新人賞に当たる関西放送記者クラブ賞を受賞。
1970年から1977年まで8年連続2桁勝利を記録し、2年目の1971年には自己最多の23勝を挙げる。
3年目の1972年からは平地の騎乗に専念し、前年に続いて23勝をマーク。同年の小倉記念では南関東・大井から移籍してきたワイエムチャイナで人馬共に重賞初勝利 を挙げ、師匠の吉永にも初の重賞タイトルをもたらす。重賞6勝中3勝を小倉で挙げた久保にとって、最初の小倉での重賞勝ちともなった。
1973年には後に調教師として活躍する橋口弘次郎厩務員兼調教助手が担当したハクサンホマレでシンザン記念・京都4歳特別3着に入り、3年連続で23勝をマーク。
1974年にはハクサンホマレで金杯（西）をナオキの3着とし、小倉大賞典・関屋記念をノボルトウコウの2着、京都記念（秋）をスカイリーダの3着、愛知杯をシルバーランドの2着と堅実に重賞戦線で入着を続ける。吉永が声がかからず「ただでもいいから預かってくれ」と頼まれたラッキーオイチではビクトリアカップでオークス馬トウコウエルザの3着に入り、暮れの阪神牝馬特別で自身2年ぶりの重賞制覇を飾る。
1975年にはハクサンホマレで金杯（西）を制し 、きさらぎ賞ではイコマエイカンの初仔グレイトファイターで10頭中10番人気ながら4着、毎日杯では9頭中7番人気のタマモヒカリでエリモジョージを抑えて3着に入った。
ハクサンホマレは小柄な馬体とは裏腹に相当な荒い気性で、デビュー前の馴致調教で背中に跨がろうとすると執拗に抵抗され、一計案じた橋口との話し合いの末、馬房の中でハクサンホマレに跨った。抵抗するハクサンホマレを橋口が強く押さえ付けた隙を見計らって久保が跨り、初めての経験に戸惑って興奮したハクサンホマレは、狭い馬房の中をグルグル周回したが、この荒療治が効いて以降は人間を乗せての調教ができるようになった。翌週にはハクサンホマレに跨った途端、立ち上がられて、額に大きな包帯を巻くほどの怪我をした。
金杯は1週前に登録していた二冠馬キタノカチドキが67kgという斤量を嫌って回避した結果、混戦ムードが漂う中で行われ、出ムチを入れて先手を奪い、ペースをあまり落とさずに逃げると、ハクサンホマレは身上のしぶとい粘り腰を発揮。 直線に向いて後続に詰め寄られても頑として先頭を譲らず、重賞挑戦15回目での重賞初勝利となり、金杯が行われた1月6日は同期ハイセイコーが東京で引退式を行った日であった。
ラッキーオイチでは同年2月22日の京都第11競走5歳以上オープンでキタノカチドキを破り、秋の京都牝馬特別ではイットーに2馬身差付けて3着に入った。
1976年にはグレイトファイターで小倉大賞典を制覇し 、イコマエイカンの2番仔クインリマンドではきさらぎ賞で紅一点ながら2着、桜花賞てはテイタニヤの2着 に入った。4歳牝馬特別（東）では仕掛けが遅れ、直線で必死の差し脚使うもシービークインの3着、優駿牝馬では4コーナーでハナに立ったシービークインに逃がすものかと並びかけたが直線で沈み、6着に終わった。札幌記念ではタマモヒカリでグレートセイカン・トウショウボーイから8馬身離されたものの、クライムカイザーにアタマ差迫る4着と健闘。
1978年にはイコマエイカンの3番仔タマモリマンドで8頭中8番人気のきさらぎ賞をインターグシケンの3着、続く毎日杯も3着と好走、イセテンリュウで京都4歳特別2着・CBC賞3着に入るが、9勝と初めて2桁に届かず、重賞勝ちも4年連続でストップ。
1979年には金杯（西）・イセテンリュウでインターグシケンの3着に入り、秋の京阪杯ではタマモリマンドでグレートタイタン・ハシコトブキ・ヤマニンバリメラを抑えて勝利。タマモリマンドを5連勝での重賞初勝利に導くと同時に自身2年ぶりの重賞勝利を挙げるなど、2年ぶりの2桁となる20勝をマーク。

### 1980年代
1981年にはホクトマツシマで第1回小倉3歳ステークスを制する  など23勝を挙げたが、2桁勝利と重賞勝ちは同年が最後となった。
1983年は2月19日の京都第3競走4歳未勝利・トミウエーが最後の勝利となり、翌20日の京都第7競走4歳400万下・イセホオズキ（15頭中10着）が最後に現役を引退。

## 騎手成績
| 通算成績 | 1着 | 2着 | 3着 | 4着以下 | 出走回数 | 勝率 | 連対率 |
| -------- | --- | --- | --- | ------- | -------- | ---- | ------ |
| 平地     | 224 | 236 | 211 | 1609    | 2280     | .098 | .202   |
| 障害     | 1   | 0   | 0   | 4       | 5        | .200 | .200   |
| 計       | 225 | 236 | 211 | 1614    | 2285     | .098 | .202   |

### 主な騎乗馬
- ワイエムチャイナ（1972年小倉記念）
- ラッキーオイチ（1974年阪神牝馬特別）
- ハクサンホマレ（1975年金杯 (西)）
- グレイトファイター（1976年小倉大賞典）
- タマモリマンド（1979年京阪杯）
- ホクトマツシマ（1981年小倉3歳ステークス）

その他
- イコマエイカン
- リキエイカン